# Usine d'agglomération de Nancy
L'usine d'agglomération Saint-Gobain de Nancy est une usine sidérurgique, possédée par le groupe Saint-Gobain Pont-à-Mousson, qui fabrique, conçoit et exporte un éventail complet de solutions destinées au transport de l'eau (canalisation en fonte ductile, fonte grise pour le bâtiment ou l'assainissement urbain). Le groupe emploie 3 000 personnes
Le rôle d'une usine d'agglomération est donc de transformer le minerai de fer brut en minerai de fer aggloméré recevable pour les hauts fourneaux, il s'agit de la dernière usine d'agglomération de Lorraine.
Cette usine possède une capacité de production 660 000 tonnes de minerai de fer aggloméré, ce qui correspond à 375 000 tonnes de fonte ductile (source provenant du syndicat de l'entreprise lequel cite les propos de la direction de l'entreprise).

## Localisation, structures et particularités de l'usine
L'usine se situe entre Dieulouard et Belleville, les raisons de cette implantation sont la présence de gisement de minerai de fer (minette lorraine) notamment le gisement de Marbache situé non loin de là.
Cette usine est particulière par son architecture adaptée à son milieu naturel, situé sur un plateau en hauteur, alors que la voie ferrée se situe à l'est en contrebas, sa station de chargement ferroviaire doit être très haute pour combler la différence de niveau, des tapis roulants au-dessus de la route départementale 657 sont mis en place pour pouvoir amener le minerai jusqu'à la station.
L'usine comprend 5 structures principales qui sont aujourd'hui uniques en Lorraine :
- Une station de chargement sur rail faisant office de réservoir tampon ;
- Un bâtiment stockage des matières premières ;
- Un bâtiment de fabrication de l'aggloméré ;
- Un bâtiment de refroidissement, filtrage des poussières et fumées.
- (la cinquième ?)

## Situation économique de la sidérurgie
Avec la crise de la sidérurgie dans le bassin lorrain dans les années 1980, et une baisse constante de la demande en fonte, les hauts fourneaux nécessitent moins d'aggloméré pour fonctionner, ce qui implique une baisse de production dans l'usine, qui, entre les années 2016 et 2017 a fonctionné à 45 % de sa capacité, ce qui a entraîné sa mise sous cocon en 2018, pour un redémarrage possible si la demande venait à augmenter à nouveau.

## Un problème de dimensionnement
Cette installation industrielle a été construite en 1967, dans un contexte sidérurgique différent de celui des années 2010, elle était donc dimensionnée pour approvisionner les hauts fourneaux de Pont-à-Mousson, mais aussi de Neuves-Maisons et de Pompey, les deux derniers ayant fermé, la structure entraînait donc trop de frais fixes et un surcoût pour la multinationale, qui en période de crise, devait redevenir bénéficiaire.
Ce qui explique donc la cause de la mise sous cocon de l'usine.

## Fonctionnement de l'usine

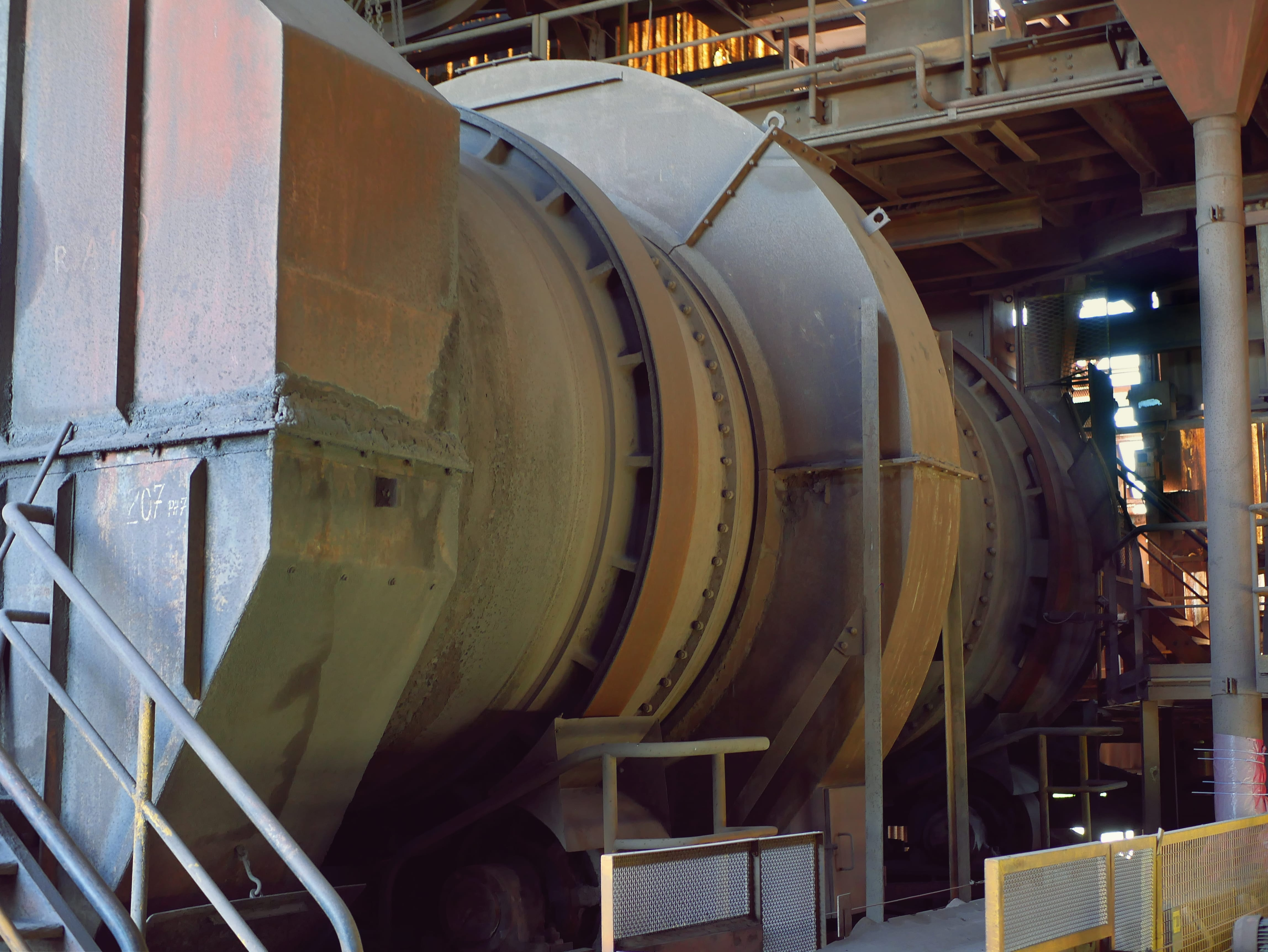
Gigantesque mélangeur de minerai (usine de Dieulouard).

### Arrivée des matières premières
Du minerai de fer, amené par train, est stocké dans de grands réservoirs, qui contiennent les matières premières nécessaires à la fabrication du minerai aggloméré : castine, fondants, minerai déjà aggloméré, minerai de fer brut…
Puis, en fonction de la demande, ils sont déposés sur des bandes transporteuses en quantités très précises pour être dirigés vers des Tambours de mélange du minerai qui vont réaliser les mélanges (les quantités exactes restent secrètes) le minerai alors mélangé, et concassé en poudre, est dirigé vers une autre étape de la production.

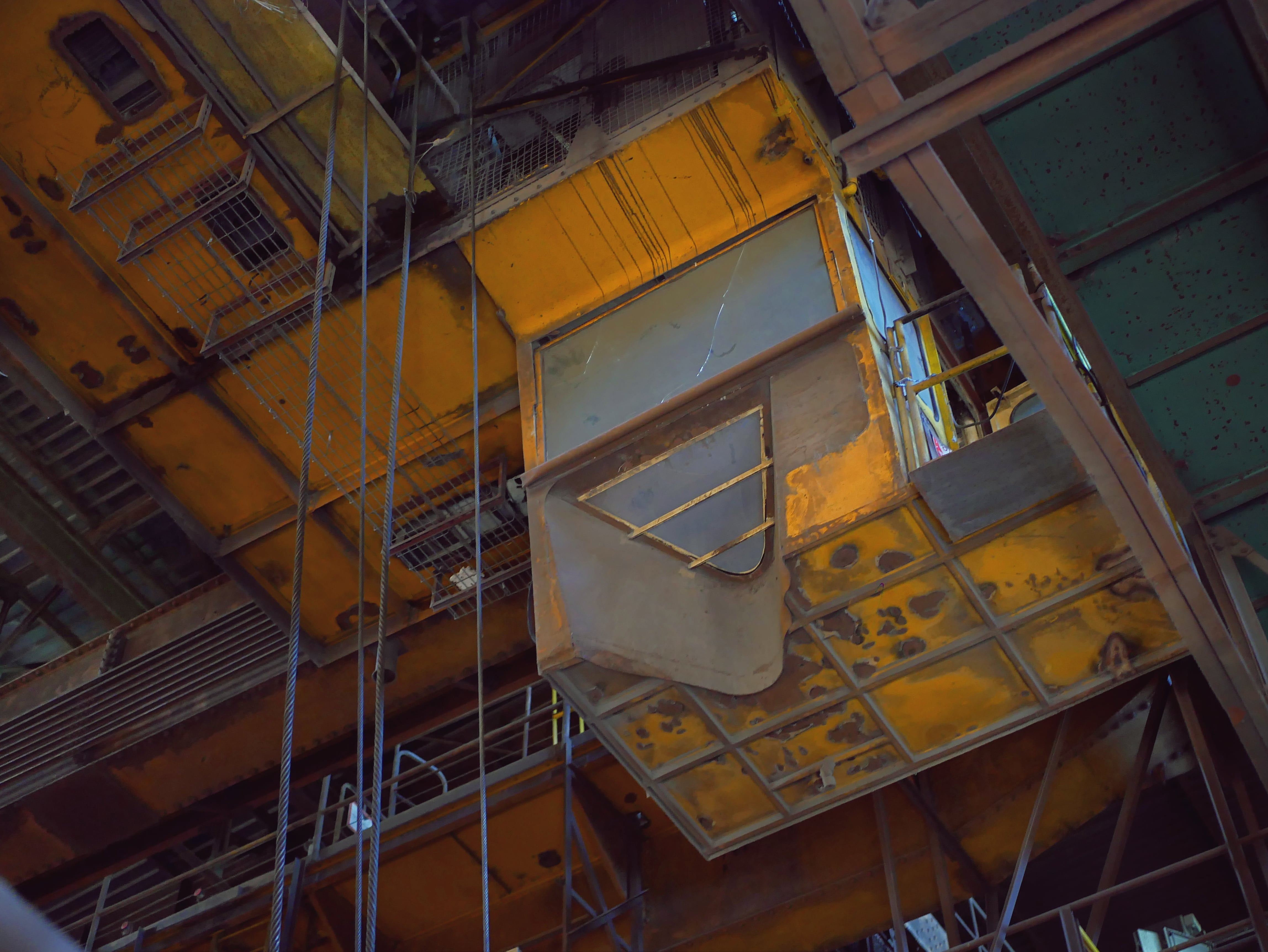
Grue du département des matières premières (usine de Dieulouard)

### Le four à minerai, la fabrication de l'aggloméré dans l'usine de Dieulouard

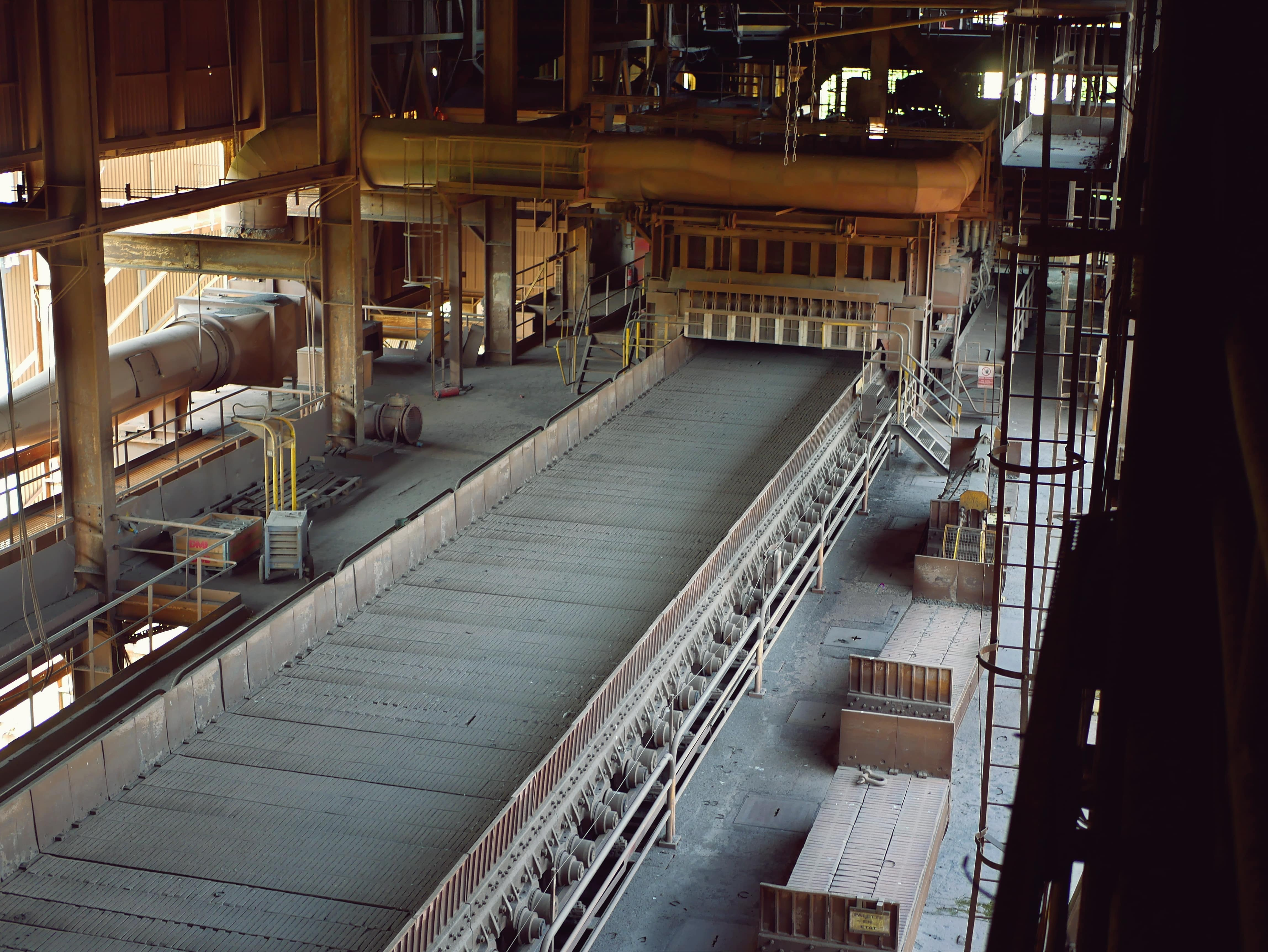
Four à minerai, unique en Lorraine.
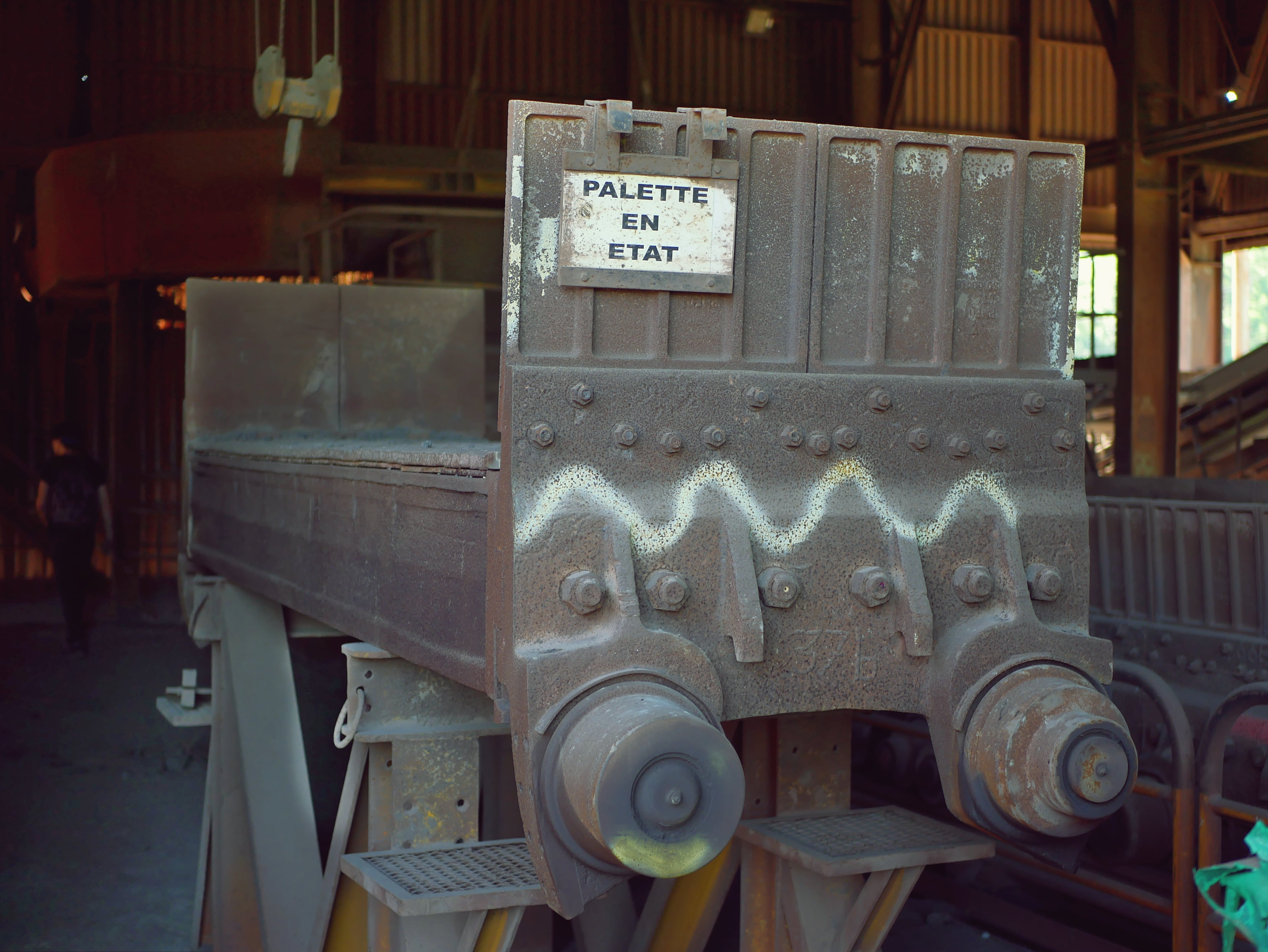
Palette de la chaîne d'agglomération (usine de Dieulouard)

Le minerai de fer mélangé, est placé sur une chaîne d'agglomération (composés de trames appelés godet de combustion ou « palette», des brûleurs chauffent le minerai aux environs des 800 °C, une fois chauffé au rouge, il sort du four et translate sur la chaîne d'agglomération qui roule, à ce moment-là, des souffleries d'aspiration, accélèrent la combustion et font monter la température du minerai jusqu'à 1 000–1 200 °C, les souffleries aspirent aussi une partie du minerai en poussière, qui peut représenter une grande partie de la chaîne, ce minerai non traité sera replacé sur la chaîne d'agglomération pour être traité à nouveau.

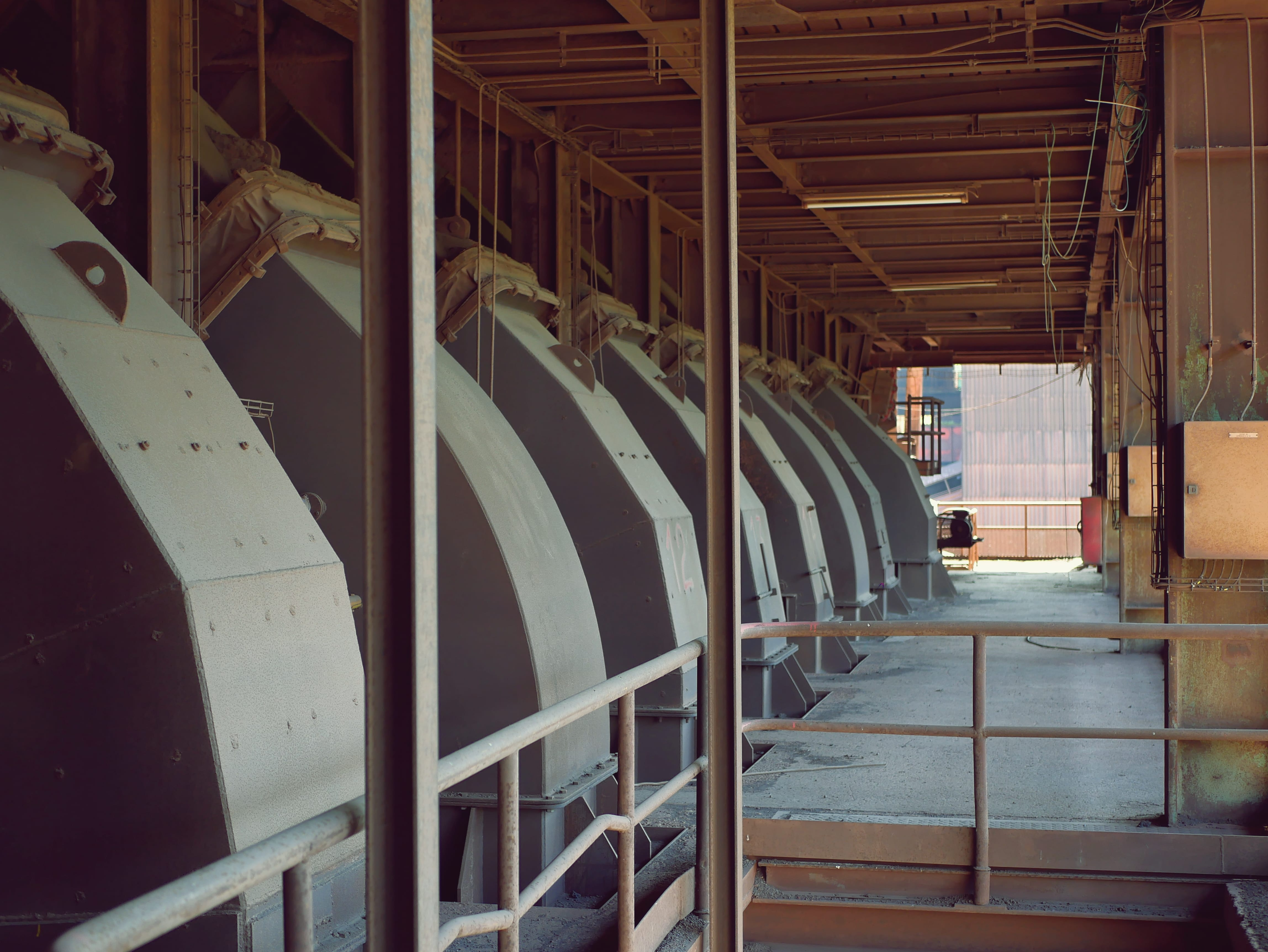
Souffleurs inversés, Chargés d'accélérer la combustion
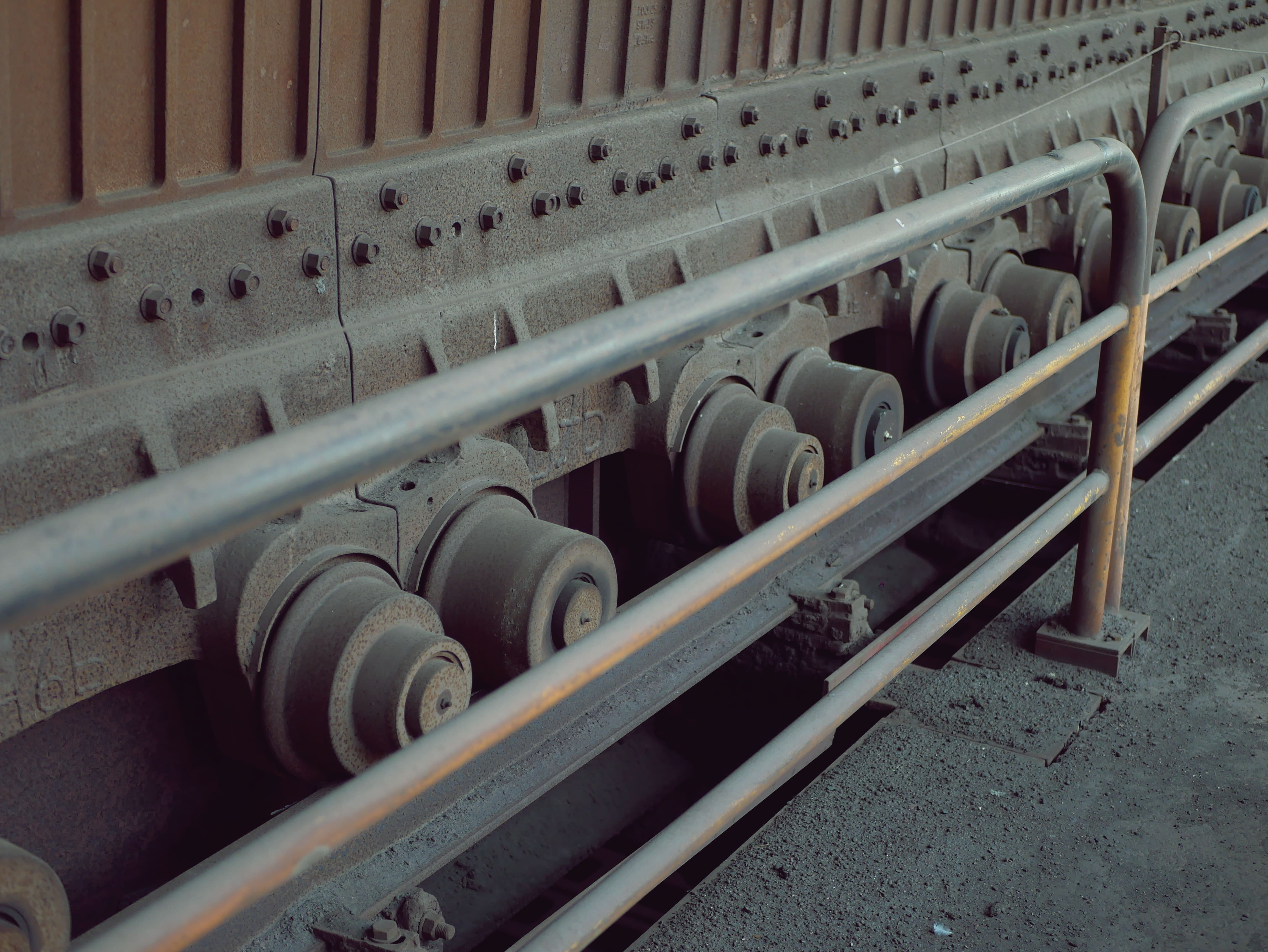
Chaîne d'agglomération (usine de Dieulouard)

### Fin de la combustion
À la fin de la chaîne d'agglomération, le minerai est broyé par une gigantesque mâchoire d'acier, qui va fritter le minerai de fer, pour lui donner une granulométrie acceptable pour un haut fourneau. En effet, si le minerai est trop gros, il faudra alors plus de coke et d'énergie pour le faire fondre, alors que de petits morceaux fondront plus vite, il est ensuite déposé sur un refroidisseur circulaire. 

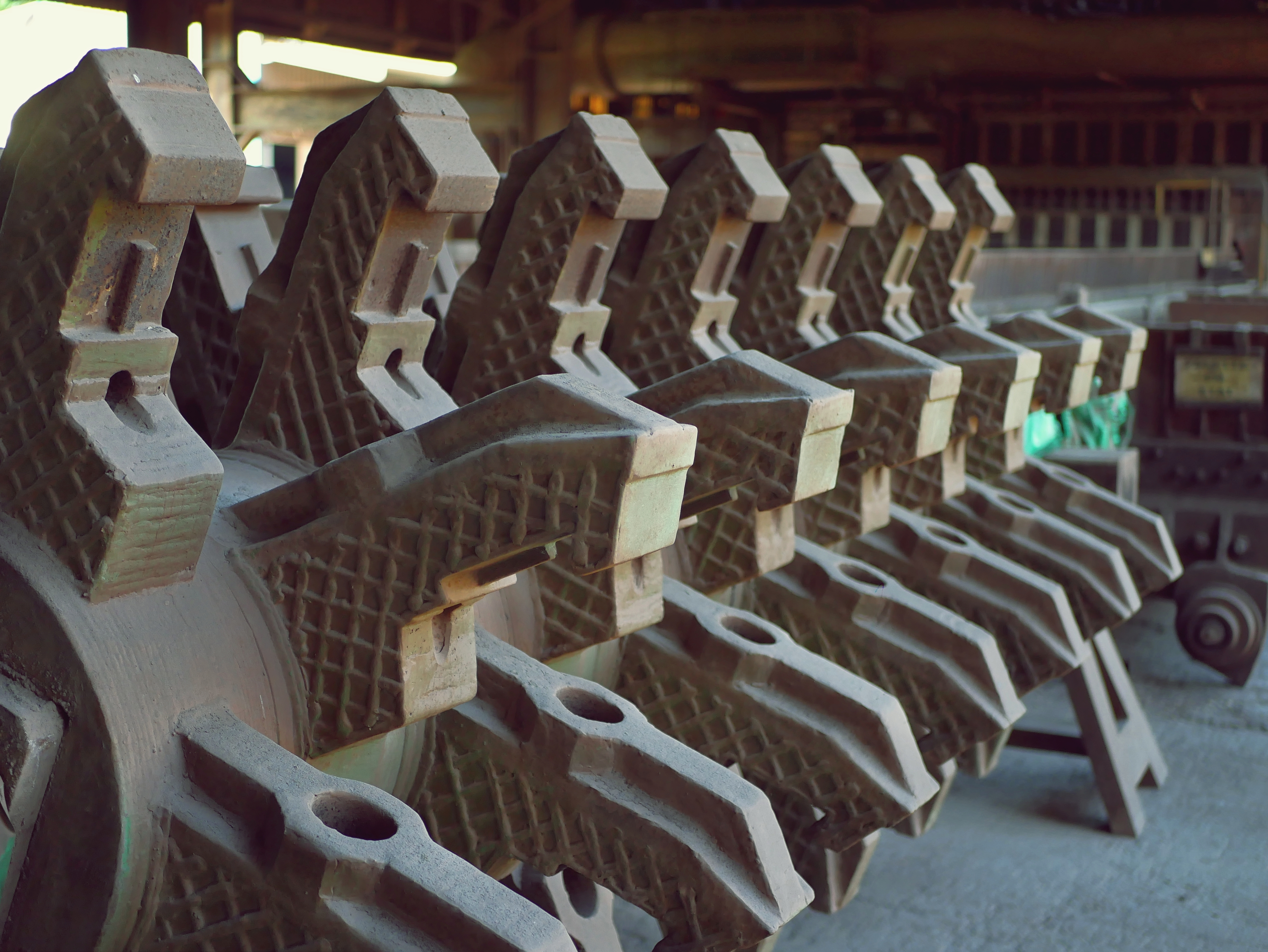
Broyeur mécanique pour le frittage du minerai (usine de Dieulouard)

### Refroidissement, stockage du minerai

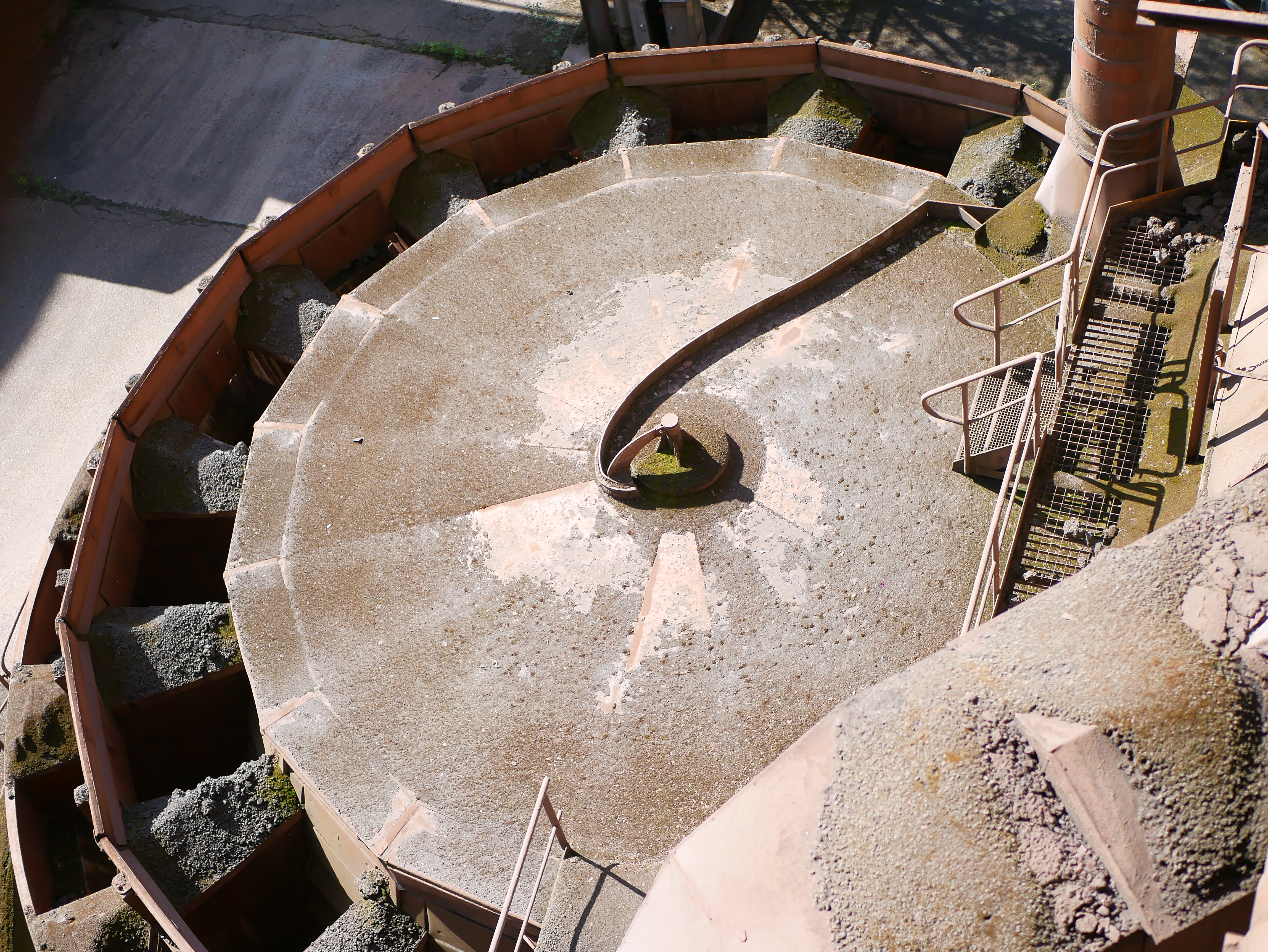
Refroidisseur circulaire de l'usine (ou annulaire)

Après combustion, le minerai est refroidi sur un refroidisseur circulaire, puis quand sa température descend en dessous de 120 °C, il peut être transporté sur tapis roulants jusqu'à un parc pour minerai, où il sera ensuite récupéré pour être envoyé en fonction de la demande, toutes ces opérations sont contrôlées par ordinateur depuis la salle de commande centrale. Pour déposer le minerai, un stacker se déplaçant sur rails, permet de verser le minerai de manière uniforme, de l'autre côté, une excavatrice à godets, est chargée de récupérer l'aggloméré pour l'apporter à la station de chargement, qui est chargé de verser le produit finit dans les wagons de marchandise, en direction des trois hauts fourneaux de Pont-à-Mousson.

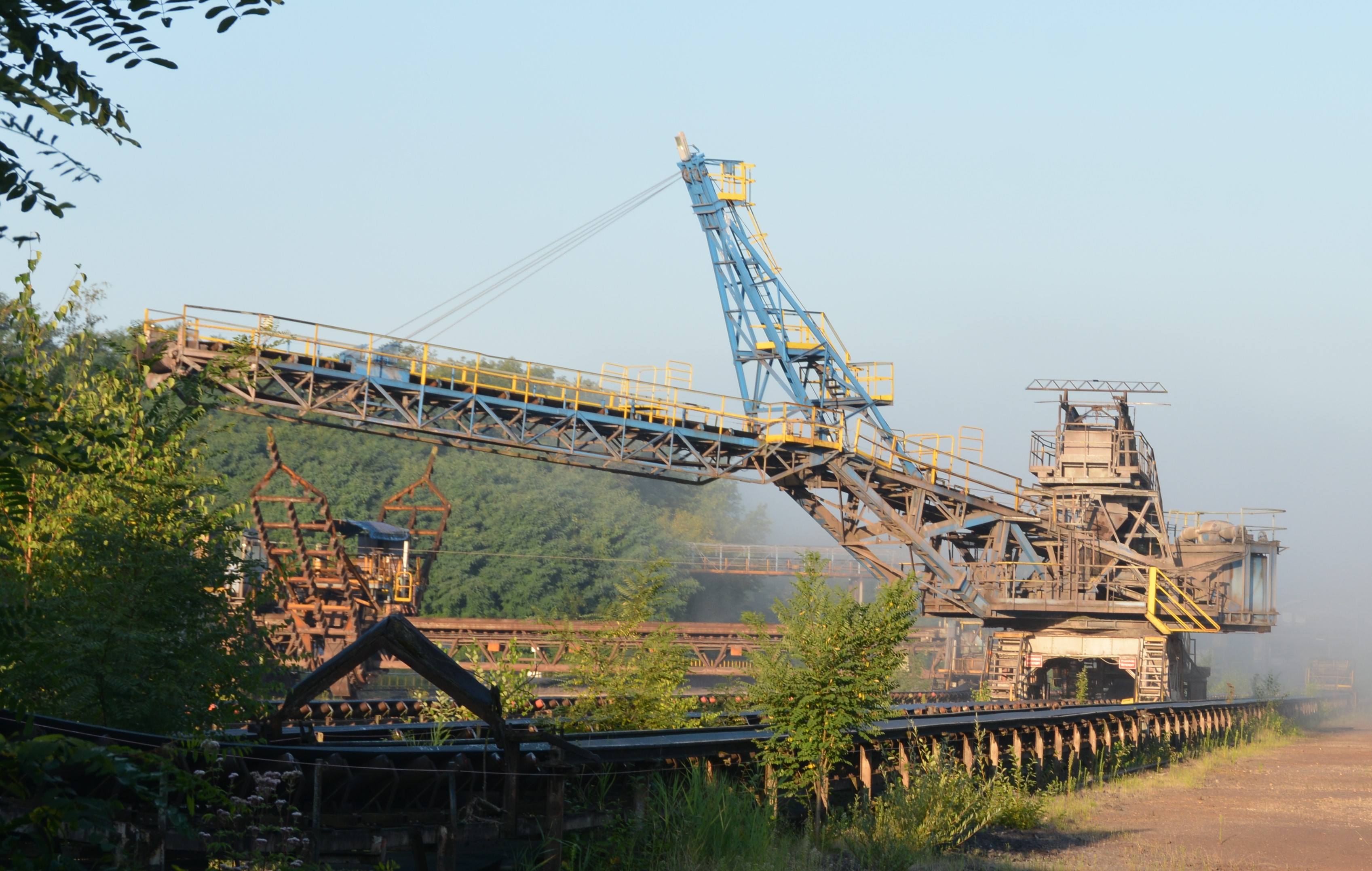
Stacker sur le parc de l'usine, au premier plan, au fond, l'excavatrice à godets.

### Station de chargement, exportation du produit fini
L'aggloméré est transporté par tapis roulants jusqu'à la station de chargement, où il sera ensuite versé dans les wagons, direction les hauts fourneaux. Cette station de chargement sert aussi de « réservoir tampon » pour stocker une partie de l'aggloméré produit.

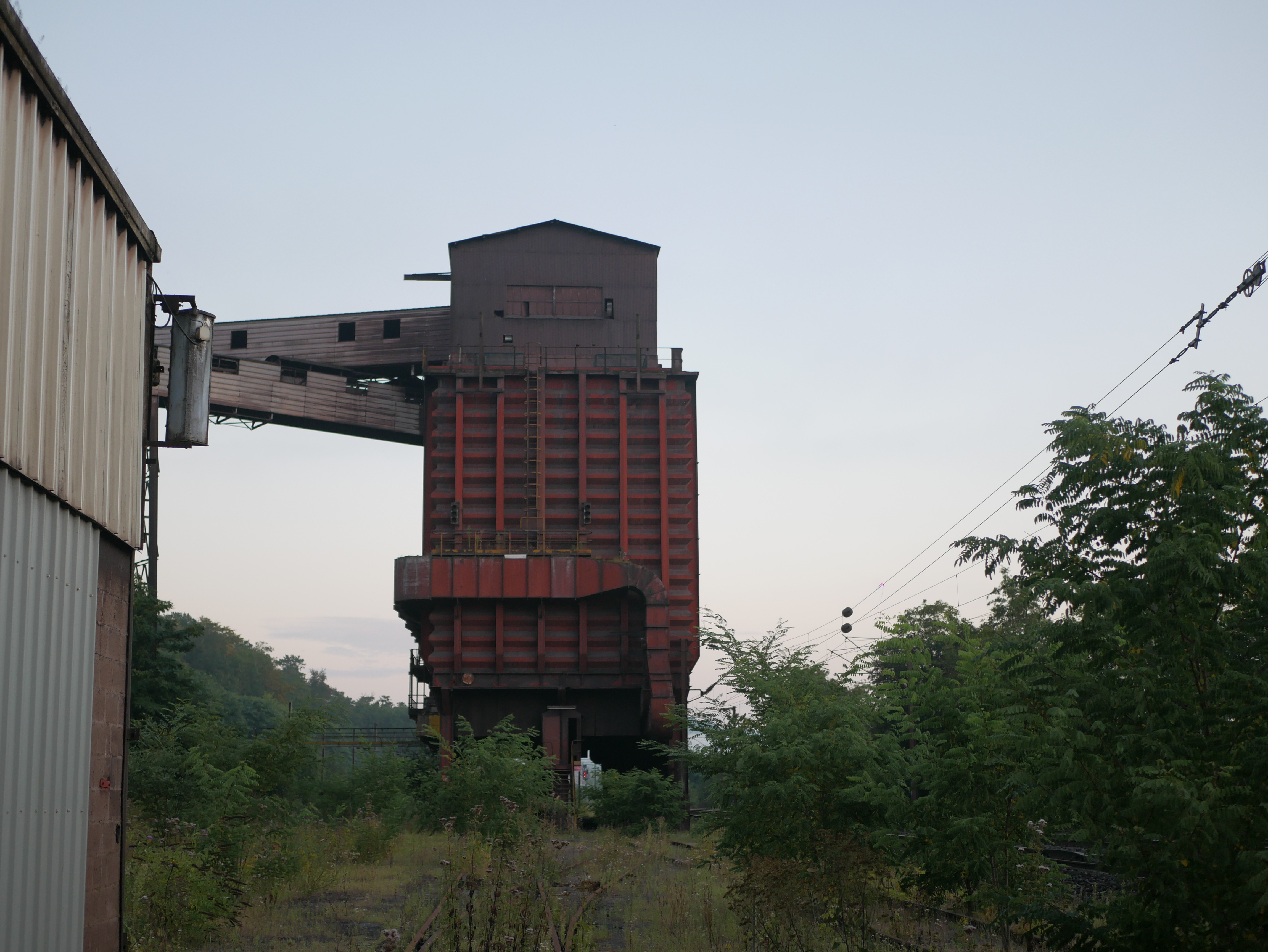
Station de chargement sur les rails (usine de Dieulouard)
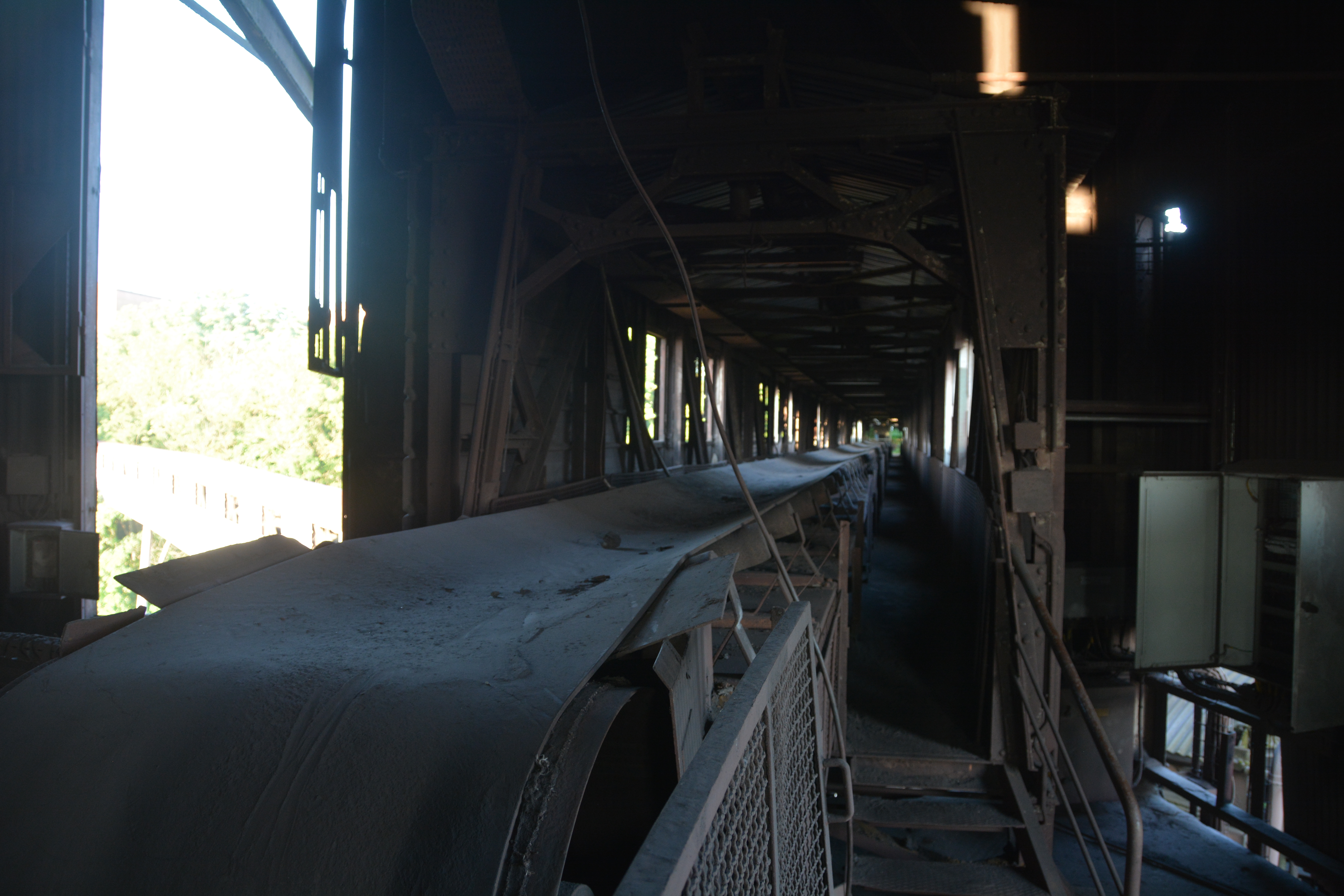
Bande transporteuse de minerai (usine de Dieulouard)
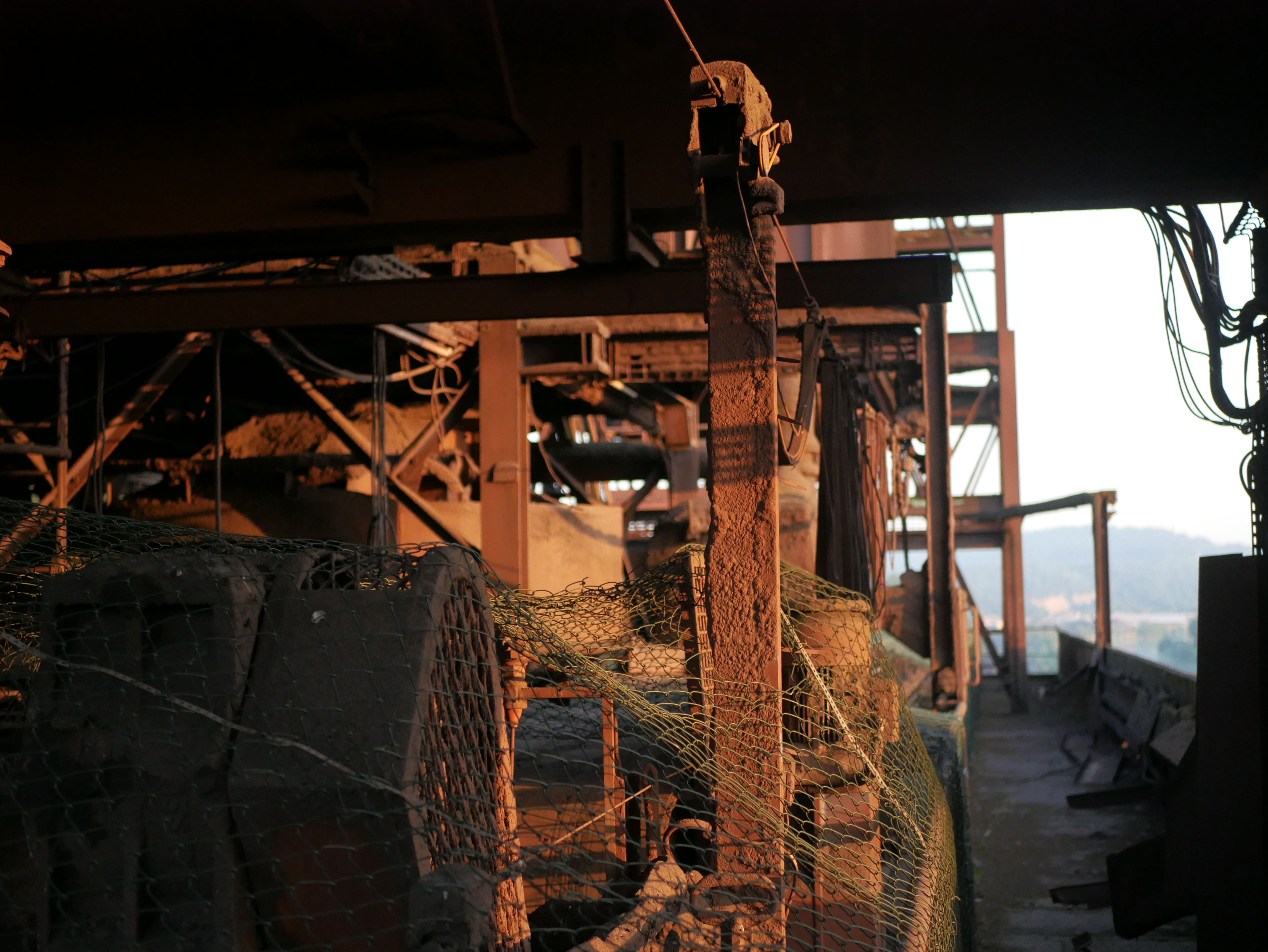
Installations de la station (usine de Dieulouard)

## Produit fini et utilisation
Toutes ces étapes permettent la production d'aggloméré, qui pourra servir dans un haut fourneau à produire de la fonte liquide, il ne reste actuellement que trois sites en France (Pont-à-Mousson, Fos-sur-Mer, Dunkerque). 

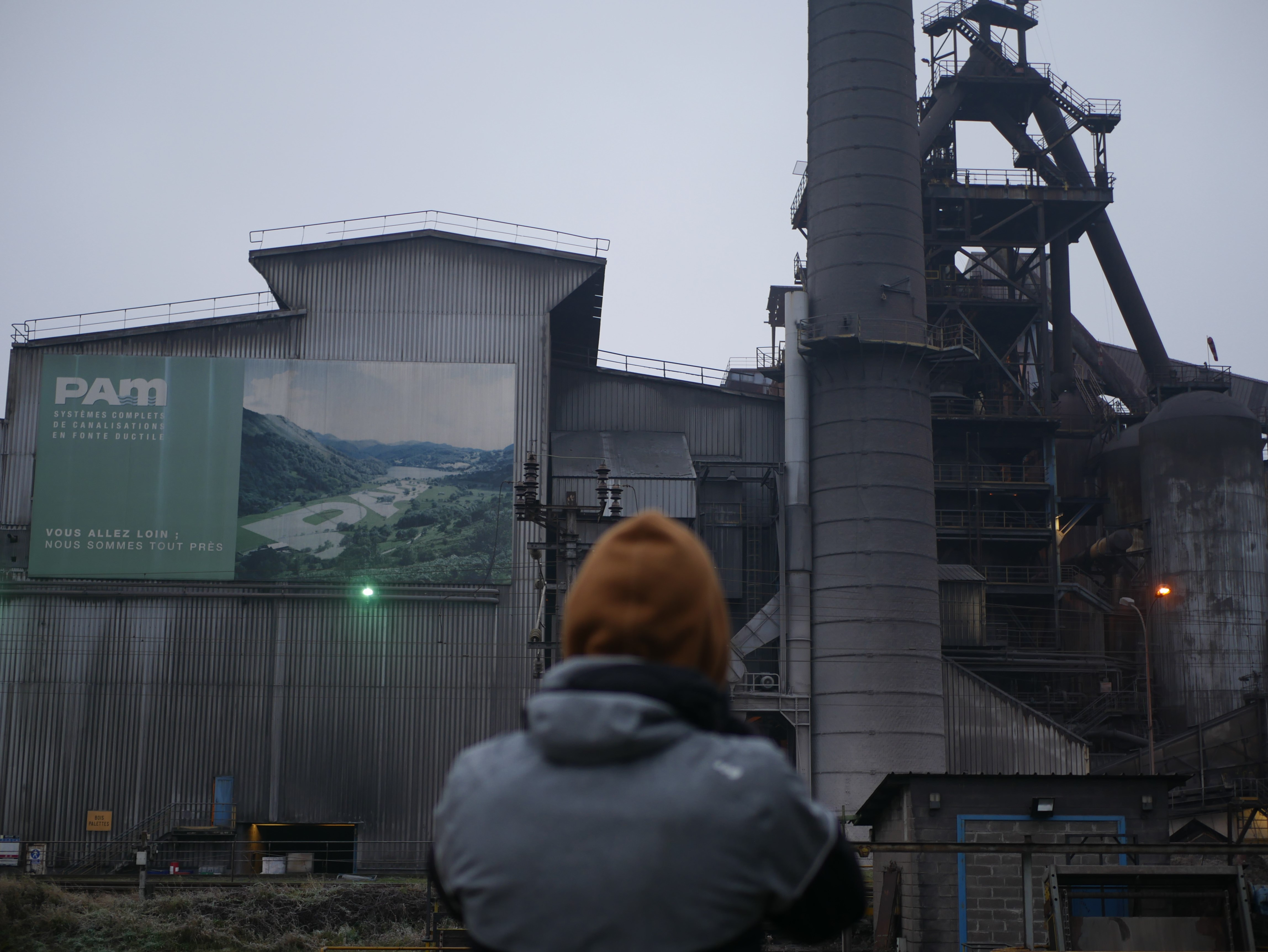
Hauts fourneaux de Pont-à-Mousson